# Бохенські (герб)
Бохенські (Равич відмінний, пол. Bocheński, Rawicz altered) - шляхетський герб, який використовувала прусська родина, пізніше оселена на території всієї Речі Посполитої, різновид герба Равич.

## Опис герба
Опис з використанням правил блазонування, запропонованих Альфредом Знамеровським : 
У золотому полі на чорному ведмеді панна в срібній сукні і золотій короні, з розпущеним волоссям і піднятими руками. 
У клейноді над шоломом в короні лицар в обладунках з прапором в руці, білим з червоною лиштвою. 
Намет чорний, підбитий золотом.

## Найперша згадка
Герб згадується в Островського, Бонецького і Жерницького (Der Polnische Adel).

## Рід Бохенських
Герб спочатку був прусським. Пшемислав Праґерт припускає, що кашубський рід гербу Бохен міг взяти новий герб після прийняття прізвища Бохенські.

## Геральдичний рід
Цей герб був власним гербом, тому його може використовувати лише один гербовий рід: Бохенські.